# Kate Mara
Kate Rooney Mara (Bedford, 1983. február 27. –) amerikai színésznő, filmproducer.
Fontosabb televíziós szereplései voltak a 24 (2006), az Amerikai Horror Story: A gyilkos ház (2011), a Kártyavár (2013–2016), A póz (2018) és A Teacher (2020) című sorozatokban.
A mozivásznon a Zuhanás (1999) című romantikus filmdrámában debütált. Ezt követően feltűnt a Brokeback Mountain – Túl a barátságon (2005), a Több, mint sport (2006), az Orvlövész (2007), a Transz-Szibéria (2008), a Transzcendens (2014), a Mentőexpedíció (2015), A fantasztikus négyes (2015), a Morgan (2016) és a Megan Leavey (2017) című filmekben.

## Élete és pályafutása
A New York állambeli Bedfordban született. 

## Filmográfia

### Film

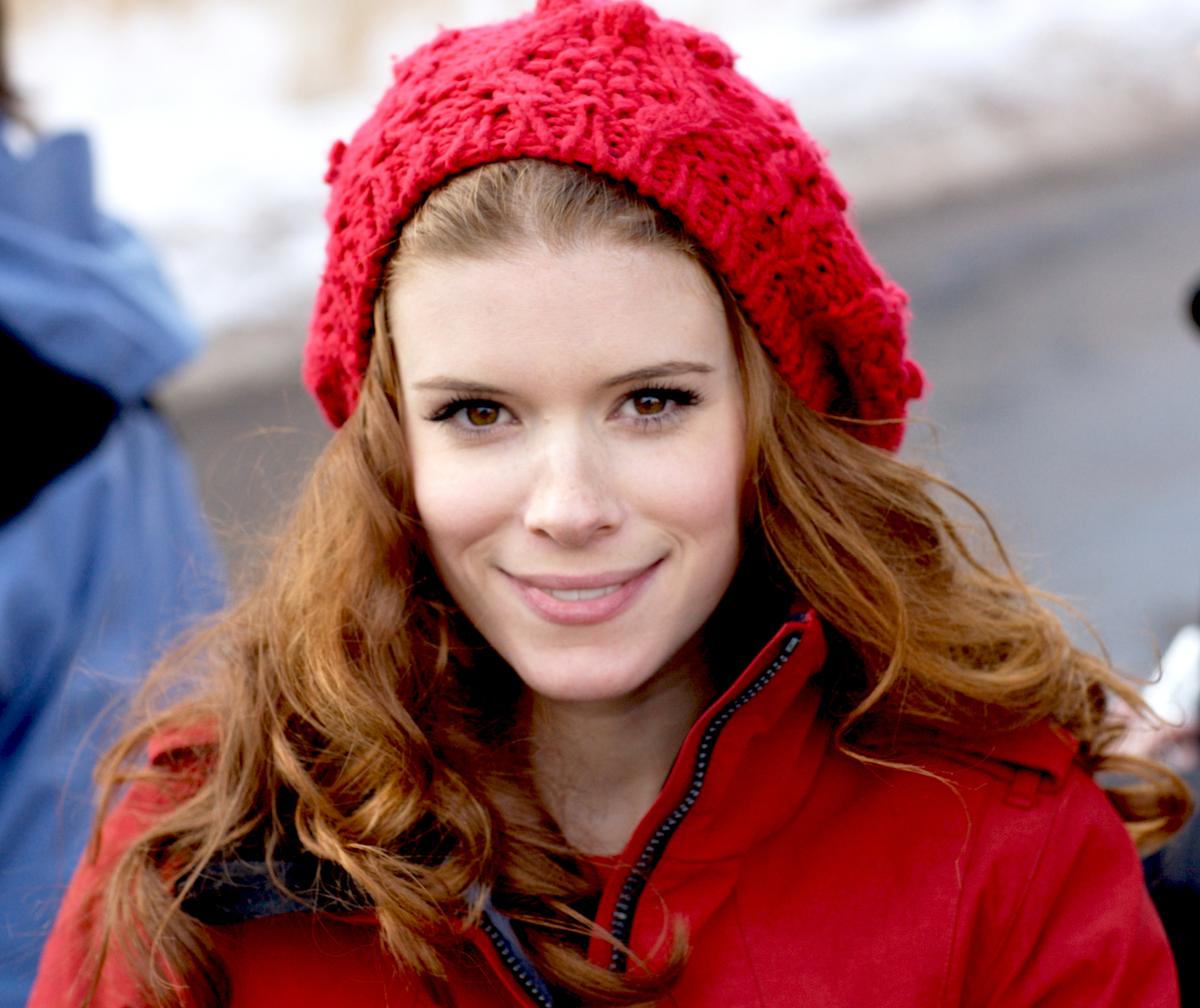
A 2008-as Sundance Filmfesztiválon

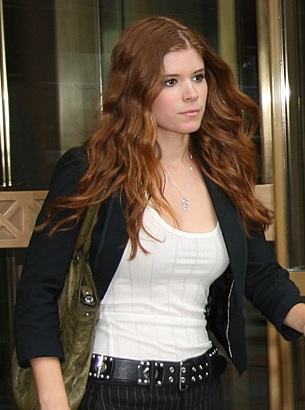
A 2008-as Torontói Nemzetközi Filmfesztiválon

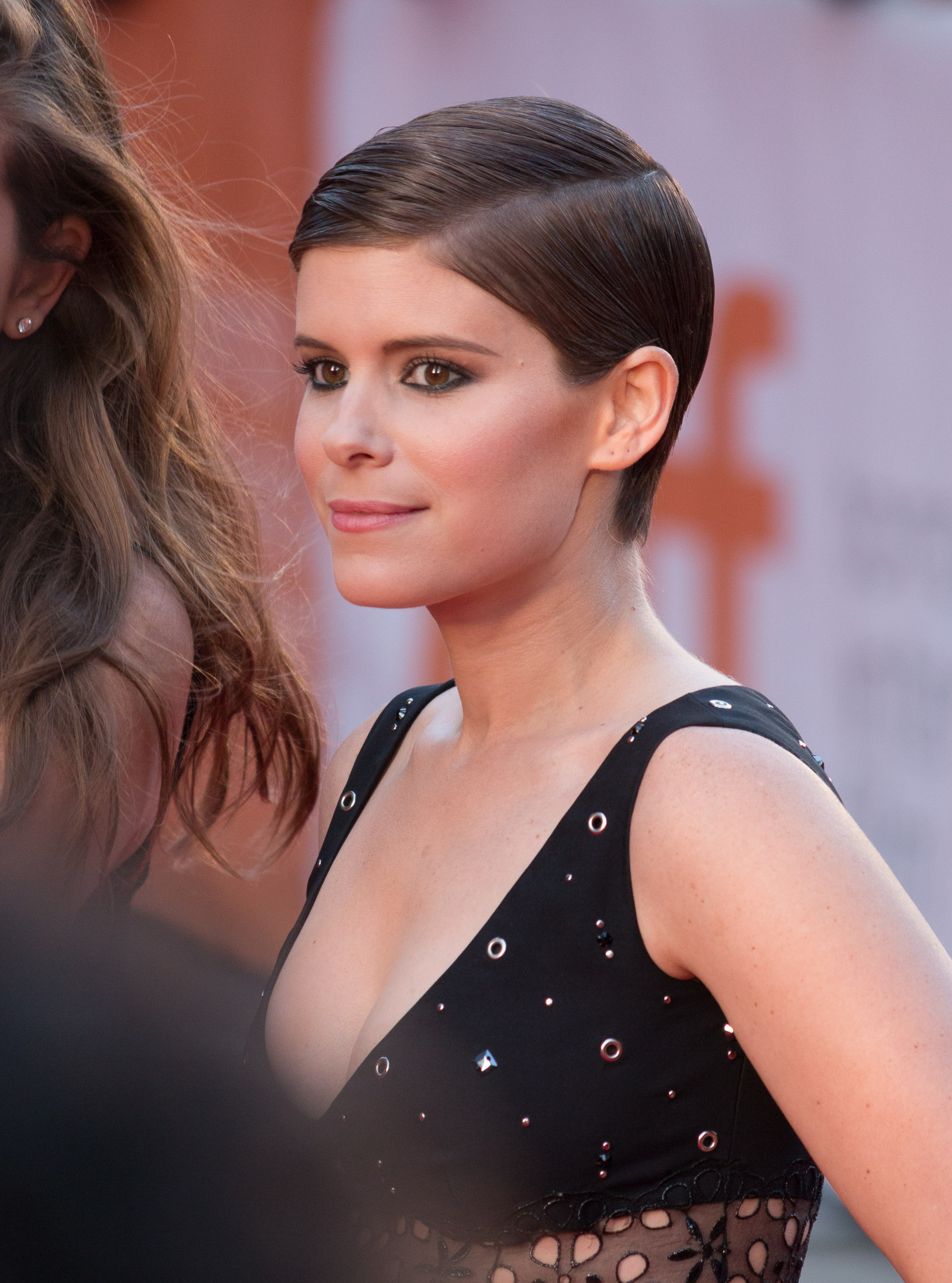
2015-ben az Egy katona élete című film premierjén

| Év   | Magyar cím                            | Eredeti cím                              | Szerep                     | Magyar hang        |
| ---- | ------------------------------------- | ---------------------------------------- | -------------------------- | ------------------ |
| 1999 |                                       | Joe the King                             | Allyson                    |                    |
| 1999 | Zuhanás                               | Random Hearts                            | Jessica Chandler           | Vadász Bea         |
| 2002 | Mostohám a zsánerem                   | Tadpole                                  | Miranda Spear              | Molnár Ilona       |
| 2004 |                                       | Time Well Spent (rövidfilm)              | lány                       |                    |
| 2004 |                                       | Peoples                                  | Jessica                    |                    |
| 2005 | Rémségek könyve 3. – Véres kor        | Urban Legends: Bloody Mary               | Samantha "Sam" Owens       | Bogdányi Titanilla |
| 2005 | Brokeback Mountain – Túl a barátságon | Brokeback Mountain                       | Alma Del Mar Jr. (19 éves) | Nemes Takách Kata  |
| 2005 | A kaliforniaiak                       | The Californians                         | Zoe Tripp                  | Ábel Anita         |
| 2006 | Szupersuli                            | Zoom                                     | Summer Jones / Wonder      | Nemes Takách Kata  |
| 2006 |                                       | Fireflies                                | Taylor                     |                    |
| 2006 | Több, mint sport                      | We Are Marshall                          | Annie Cantrell             | Zsigmond Tamara    |
| 2007 |                                       | Full of It                               | Annie Dray                 |                    |
| 2007 | Orvlövész                             | Shooter                                  | Sarah Fenn                 | Németh Borbála     |
| 2008 | Transz-Szibéria                       | Transsiberian                            | Abby                       | Nemes Takách Kata  |
| 2008 |                                       | Stone of Destiny                         | Kay Matheson               |                    |
| 2009 |                                       | Big Guy (rövidfilm)                      | Kate                       |                    |
| 2009 |                                       | The Open Road                            | Lucy                       |                    |
| 2010 | Jóvoltköszönömkérekmég                | Happythankyoumoreplease                  | Mississippi                | Pikali Gerda       |
| 2010 | Vasember 2.                           | Iron Man 2                               | szövetségi rendőr          | Németh Borbála     |
| 2010 | 127 óra                               | 127 Hours                                | Kristi                     | Kelemen Kata       |
| 2010 |                                       | Peep World                               | Meg                        |                    |
| 2011 | Lovagok háborúja – Harc a végsőkig    | Ironclad                                 | Isabel                     | Sallai Nóra        |
| 2011 | Újra együtt                           | 10 Years                                 | Elise                      | Tornyi Ildikó      |
| 2011 |                                       | Queen of Hearts (rövidfilm)              | Queen of Hearts            |                    |
| 2012 | Kelepce                               | Deadfall                                 | Hanna                      | Sallai Nóra        |
| 2013 |                                       | Broken Bells After the Disco (rövidfilm) | lány                       |                    |
| 2014 | Transzcendens                         | Transcendence                            | Bree                       | Sallai Nóra        |
| 2014 |                                       | Tiny Detectives (rövidfilm)              | Kate nyomozó               |                    |
| 2014 |                                       | Lennon or McCartney (rövidfilm)          | önmaga                     |                    |
| 2015 |                                       | The Heyday of the Insensitive Bastards   | Lisa                       |                    |
| 2015 | A fantasztikus négyes                 | The Fantastic Four                       | Láthatatlan / Sue Storm    | Nemes Takách Kata  |
| 2015 | Egy katona élete                      | Man Down                                 | Natalie Drummer            | Kelemen Kata       |
| 2015 | Mentőexpedíció                        | The Martian                              | Beth Johanssen             | Sallai Nóra        |
| 2015 | Rabságban                             | Captive                                  | Ashley Smith               | Nemes Takách Kata  |
| 2016 | Morgan                                | Morgan                                   | Lee Weathers               | Nemes Takách Kata  |
| 2017 | Megan Leavey                          | Megan Leavey                             | Megan Leavey               | Vadász Bea         |
| 2017 |                                       | My Days of Mercy                         | Mercy Bromage              |                    |
| 2018 |                                       | Chappaquiddick                           | Mary Jo Kopechne           |                    |
| 2022 | Hívd Jane-t                           | Call Jane                                | Lana                       |                    |
| 2024 |                                       | Friendship                               | Tami Waterman              |                    |
| 2025 |                                       | The Dutchman                             | Lula                       |                    |
| 2025 |                                       | The Astronaut                            | Sam Walker                 |                    |

### Televízió
| Év        | Magyar cím                               | Eredeti cím                         | Szerep                  | Megjegyzések                                              |
| --------- | ---------------------------------------- | ----------------------------------- | ----------------------- | --------------------------------------------------------- |
| 1997      | Esküdt ellenségek                        | Law & Order                         | Jenna Erlich            | 1 epizód                                                  |
| 2000      |                                          | Madigan Men                         | Julie                   | 1 epizód                                                  |
| 2000      | Ed                                       | Ed                                  | Kelly Kovacs            | 1 epizód (A repülő waffel)                                |
| 2001      | Esküdt ellenségek: Különleges ügyosztály | Law & Order: Special Victims Unit   | Lori                    | 1 epizód                                                  |
| 2003      | Everwood                                 | Everwood                            | Kate Morris             | 2 epizód                                                  |
| 2003      | Kés/Alatt                                | Nip/Tuck                            | Vanessa Bartholomew     | 4 epizód                                                  |
| 2003      | Döglött akták                            | Cold Case                           | Jill Shelby             | 1 epizód                                                  |
| 2003      |                                          | Boston Public                       | Helena Gelbke           | 1 epizód                                                  |
| 2004      | CSI: Miami helyszínelők                  | CSI: Miami                          | Stephanie Brooks        | 1 epizód (Az E-kommandó)                                  |
| 2004      | CSI: A helyszínelők                      | CSI: Crime Scene Investigation      | Janelle Macklin         | 1 epizód (Formaságok)                                     |
| 2005      | Jack és Bobby                            | Jack & Bobby                        | Katie                   | 6 epizód                                                  |
| 2006      | 24                                       | 24                                  | Shari Rothenberg        | 5 epizód                                                  |
| 2009      | Törtetők                                 | Entourage                           | Brittany                | 4 epizód                                                  |
| 2011      | Amerikai Horror Story: A gyilkos ház     | American Horror Story: Murder House | Hayden McClaine         | - 8 epizód - magyar hangja: - Andrusko Marcella           |
| 2012      |                                          | Tron: Uprising                      | Perl                    | 2 epizód                                                  |
| 2013–2016 | Kártyavár                                | House of Cards                      | Zoe Barns               | - 14 epizód - magyar hangja: - Gáspár Kata                |
| 2014      | Robotcsirke                              | Robot Chicken                       | több szereplő hangja    | 2 epizód                                                  |
| 2015      | Holdfényváros                            | Moonbeam City                       | Chrysalis Tate (hangja) | 10 epizód                                                 |
| 2018      | A póz                                    | Pose                                | Patty Bowes             | 6 epizód                                                  |
| 2020      | A Teacher                                | A Teacher                           | Claire Wilson           | - minisorozat (10 epizód) - főszereplő és vezető producer |
| 2023      | A 2009-es osztály                        | Class of ’09                        | Amy Poet                | minisorozat főszereplője                                  |
| 2023      | Fekete tükör                             | Black Mirror                        | Lana                    | 1 epizód (Túl a tengeren)                                 |
| 2025      |                                          | Invincible                          | Becky Duvall (hangja)   |                                                           |

## Fordítás
- Ez a szócikk részben vagy egészben  a   Kate Mara című angol Wikipédia-szócikk fordításán alapul.  Az eredeti cikk szerkesztőit annak laptörténete sorolja fel. Ez a jelzés csupán a megfogalmazás eredetét és a szerzői jogokat jelzi, nem szolgál a cikkben szereplő információk forrásmegjelöléseként.